# Biblioteca pública de Ruidoso
Biblioteca pública de Ruidoso (en inglés: Ruidoso Public Library) es una biblioteca que sirve a Ruidoso, Ruidoso Downs, Alto y una gran área del condado de Lincoln, en Nuevo México, Estados Unidos.
A partir de 1954, la biblioteca desarrolló comenzando con una colección pequeña de libros de un Club de mujeres. Se ubicó más tarde en el Edificio Municipal de Ruidoso. El primer edificio de la biblioteca se construyó en 1974 en la 501 Sudderth doctor que ahora es un Centro para la Tercera Edad. La biblioteca actual se construyó en 1998.